# シャルル・ベルジーク・オランド・ド・ラ・トレモイユ
シャルル（3世）・ベルジーク・オランド・ド・ラ・トレモイユ（Charles (III) Belgique Hollande de La Trémoille, 1655年5月 デン・ハーグ - 1709年6月1日 パリ）は、ブルボン朝時代フランスの貴族。同輩公。爵位はトゥアール公爵、ラ・トレモイユ公爵、タルモン公、ターラント公、ラヴァル伯、モンフォール伯、ギーヌ伯、ブノン伯等。
トゥアール公アンリ1世の嫡男ターラント公アンリ・シャルルと、ヘッセン＝カッセル方伯ヴィルヘルム5世の娘エミーリエの間の第2子・長男として、両親の亡命先のオランダで出生。両親と同じカルヴァン派（ユグノー）として育ったが、1668年帰国してトゥアール公爵領の領主を継いだ父がカトリックに改宗すると、これに従って改宗。ラヴァルに送られてサン＝トゥガル教会の参事会員だったヴィユブール氏（Sieur de Villebourg）により宗教教育を授けられた。1670年10月12日洗礼式があり正式に改宗。1684年にはサン＝シャルル＝ラ＝フォレに教会堂を建立し、これを聖カルロ・ボッロメーオに奉献している。
1672年の父の死、1674年の祖父の死により家督を継承。1675年より内廷侍従長を務めた。同じ1675年4月3日、クレキ公爵シャルル3世・ド・クレキとその妻アンヌ＝アルマンドの間の跡取り娘マドレーヌ・ド・クレキ（1655年 - 1707年）と結婚。ルイ14世王の義妹オルレアン公爵夫人リーゼロッテとは互いの母親が姉妹の従姉弟同士だったので、親しく付き合った。1688年12月31日聖霊勲章を受章。1709年義父から相続したクレキ邸（Hôtel de Créquy）で死去。

## 子女
- マリー＝アルマンド＝ヴィクトワール（1677年 - 1717年） - 1696年、ブイヨン公エマニュエル・テオドーズと結婚
- シャルル＝ルイ＝ブルターニュ（1683年 - 1719年） - トゥアール公